# Шелльдорф
Шелльдорф (нем. Schelldorf) — община в Германии, в земле Саксония-Анхальт. 
Входит в состав района Штендаль. Подчиняется управлению Тангермюнде.  Население составляет 130 человек (на 31 декабря 2006 года). Занимает площадь 4,62 км².